# 18 août aux Jeux olympiques d'été de 2016
Le jeudi 18 août aux Jeux olympiques d'été de 2016 est le seizième jour de compétition.

## Programme
| Heure UTC-3 (Rio de Janeiro)                  |               |
| bleu                                          | Cérémonie     |
| neutre                                        | Épreuve       |
| or                                            | Finale        |
| orange                                        | Petite finale |
| rose                                          | Reporté       |
| gris                                          | Annulé        |
| Compétition masculine                         | Hommes        |
| Compétition féminine                          | Femmes        |
| Compétition mixte (hommes et femmes mélangés) | Mixte         |
| Compétition en couple (1 homme et 1 femme)    | Couple        |
| modifier                                      |               |

| Horaire | Discipline Spécialité | Discipline Spécialité                           | Discipline Spécialité | Phase                        | Résultats                                                                                              | Références |
| ------- | --------------------- | ----------------------------------------------- | --------------------- | ---------------------------- | --- | ---------- |
| 7 h 30  |                       | Golf Parcours féminin                           | Compétition femmes    | Tour 2                       | - | -          |
| 8 h 30  |                       | Badminton Simple                                | Compétition femmes    | Demi-finales                 | - | -          |
| 8 h 30  |                       | Badminton Double                                | Compétition femmes    | Petite finale                | Jung Kyung-eun / Shin Seung-chan 21-8, 21-17 Tang Yuanting / Yu Yang                                   |            |
| 8 h 30  |                       | Badminton Double                                | Compétition hommes    | Petite finale                | Chai Biao / Hong Wei 21-18, 19-21, 21-10 Marcus Ellis / Chris Langridge                                |            |
| 8 h 30  |                       | Badminton Double                                | Compétition femmes    | Finale                       | Misaki Matsutomo / Ayaka Takahashi 18-21, 21-9, 21-19 Christinna Pedersen / Kamilla Rytter Juhl        |            |
| 9 h     |                       | Canoë-kayak (course en ligne) C1 - 200 mètres   | Compétition hommes    | Finale                       | Yuriy Cheban · Valentin Demyanenko · Isaquias Queiroz                                                  |            |
| 9 h     |                       | Canoë-kayak (course en ligne) K2 - 200 mètres   | Compétition hommes    | Finale                       | Saúl Craviotto et Cristian Toro · Liam Heath et Jon Schofield · Edvinas Ramanauskas et Aurimas Lankas  |            |
| 9 h     |                       | Canoë-kayak (course en ligne) K2 - 1 000 mètres | Compétition hommes    | Finale                       | Max Rendschmidt et Marcus Gross · Marko Tomićević et Milenko Zorić · Lachlan Tame et Ken Wallace       |            |
| 9 h     |                       | Canoë-kayak (course en ligne) K1 - 500 mètres   | Compétition femmes    | Finale                       | Danuta Kozák · Emma Jørgensen · Lisa Carrington                                                        |            |
| 9 h     |                       | Taekwondo Poids légers (-57 kg)                 | Compétition femmes    | Huitièmes de finale          | - | -          |
| 9 h 15  |                       | Taekwondo Poids légers (-68 kg)                 | Compétition hommes    | Huitièmes de finale          | - | -          |
| 9 h 30  |                       | Athlétisme Décathlon                            | Compétition hommes    | 110 m haies                  | - | -          |
| 9 h 55  |                       | Athlétisme Lancer du poids                      | Compétition hommes    | Qualifications               | - | -          |
| 10 h    |                       | Athlétisme Saut en hauteur                      | Compétition femmes    | Qualifications               | - | -          |
| 10 h    |                       | Lutte Lutte libre (-53 kg)                      | Compétition femmes    | Tours éliminatoires          | - | -          |
| 10 h    |                       | Lutte Lutte libre (-63 kg)                      | Compétition femmes    | Tours éliminatoires          | - | -          |
| 10 h    |                       | Lutte Lutte libre (-75 kg)                      | Compétition femmes    | Tours éliminatoires          | - | -          |
| 10 h    |                       | Plongeon Haut-vol à 10 mètres                   | Compétition femmes    | Demi-finale                  | - | -          |
| 10 h 25 |                       | Athlétisme Décathlon                            | Compétition hommes    | Lancer du disque (groupe A)  | - | -          |
| 11 h    |                       | Triathlon Course masculine                      | Compétition hommes    | Finale                       | Alistair Brownlee · Jonathan Brownlee · Henri Schoeman                                                 |            |
| 11 h    |                       | Water-polo Tournoi masculin                     | Compétition hommes    | Demi-finale 5e/8e places     | - | -          |
| 11 h 20 |                       | Athlétisme Relais 4 × 100 mètres                | Compétition femmes    | 1er tour                     | - | -          |
| 11 h 40 |                       | Athlétisme Décathlon                            | Compétition hommes    | Lancer du disque (groupe B)  | - | -          |
| 11 h 40 |                       | Athlétisme Relais 4 × 100 mètres                | Compétition hommes    | 1er tour                     | - | -          |
| 12 h    |                       | Athlétisme 400 mètres haies                     | Compétition hommes    | Finale                       | Kerron Clement · Boniface Mucheru Tumuti · Yasmani Copello                                             |            |
| 12 h    |                       | Hockey sur gazon Tournoi masculin               | Compétition hommes    | Petite finale                | Pays-Bas 1-1 a.p. (3-4 p.s.o.) Allemagne                                                               |            |
| 12 h 20 |                       | Water-polo Tournoi masculin                     | Compétition hommes    | Demi-finale                  | - | -          |
| 13 h    |                       | Natation synchronisée Ballet                    | Compétition femmes    | Épreuve technique            | - | -          |
| 13 h    |                       | Voile 49er                                      | Compétition hommes    | Finale                       | Peter Burling et Blair Tuke · Nathan Outteridge et Iain Jensen · Erik Heil et Thomas Plößel            |            |
| 13 h    |                       | Voile 49er FX                                   | Compétition femmes    | Finale                       | Martine Grael et Kahena Kunze · Alex Maloney et Molly Meech · Jena Mai Hansen et Katja Salskov-Iversen |            |
| 13 h    |                       | Volley-ball Tournoi féminin                     | Compétition femmes    | Demi-finale                  | Serbie 3-2 États-Unis                                                                                  |            |
| 13 h    |                       | Voile 470                                       | Compétition femmes    | Finale                       | Hannah Mills et Saskia Clark · Jo Aleh et Olivia Powrie · Camille Lecointre et Hélène Defrance         |            |
| 13 h    |                       | Voile 470                                       | Compétition hommes    | Finale                       | Šime Fantela et Igor Marenić · Mathew Belcher et William Ryan · Panayiótis Mántis et Pávlos Kayialís   |            |
| 13 h 25 |                       | Athlétisme Décathlon                            | Compétition hommes    | Saut à la perche             | - | -          |
| 13 h 30 |                       | BMX Course masculine                            | Compétition hommes    | Quarts de finale (série 1)   | - | -          |
| 13 h 50 |                       | BMX Course masculine                            | Compétition hommes    | Quarts de finale (série 2)   | - | -          |
| 14 h    |                       | Boxe Poids mouches (−51 kg)                     | Compétition femmes    | Demi-finale                  | - |            |
| 14 h    |                       | Boxe Poids coq (−56 kg)                         | Compétition hommes    | Demi-finale                  | - |            |
| 14 h    |                       | Boxe Poids moyens (−75 kg)                      | Compétition hommes    | Demi-finale                  | - |            |
| 14 h    |                       | Boxe Poids mi-lourds (−81 kg)                   | Compétition hommes    | Finale                       | Julio César de la Cruz · Adilbek Niyazymbetov · Mathieu Bauderlique et Joshua Buatsi                   |            |
| 14 h    |                       | Pentathlon moderne Compétition féminine         | Compétition femmes    | Escrime Tour de classement   | - | -          |
| 14 h 15 |                       | BMX Course masculine                            | Compétition hommes    | Quarts de finale (série 3)   | - | -          |
| 15 h    |                       | Basket-ball Tournoi féminin                     | Compétition femmes    | Demi-finale                  | Serbie 54-68 Espagne                                                                                   |            |
| 15 h    |                       | Handball Tournoi féminin                        | Compétition femmes    | Demi-finale                  | Pays-Bas 23-24 France                                                                                  |            |
| 15 h    |                       | Taekwondo Poids légers (-57 kg)                 | Compétition femmes    | Quarts de finale             | - | -          |
| 15 h 10 |                       | Water-polo Tournoi masculin                     | Compétition hommes    | Demi-finale 5e/8e places     | - | -          |
| 15 h 15 |                       | Taekwondo Poids légers (-68 kg)                 | Compétition hommes    | Quarts de finale             | - | -          |
| 16 h    |                       | Lutte Lutte libre (-53 kg)                      | Compétition femmes    | Repêchages                   | - | -          |
| 16 h    |                       | Lutte Lutte libre (-63 kg)                      | Compétition femmes    | Repêchages                   | - | -          |
| 16 h    |                       | Lutte Lutte libre (-75 kg)                      | Compétition femmes    | Repêchages                   | - | -          |
| 16 h    |                       | Lutte Lutte libre (-53 kg)                      | Compétition femmes    | Finale                       | Helen Maroulis · Saori Yoshida · Nataliya Synyshyn et Sofia Mattsson                                   |            |
| 16 h    |                       | Lutte Lutte libre (-63 kg)                      | Compétition femmes    | Finale                       | Risako Kawai · Maryia Mamashuk · Yekaterina Larionova et Monika Michalik                               |            |
| 16 h    |                       | Lutte Lutte libre (-75 kg)                      | Compétition femmes    | Finale                       | Erica Wiebe · Guzel Manyurova · Zhang Fengliu et Ekaterina Bukina                                      |            |
| 16 h    |                       | Plongeon Haut-vol à 10 mètres                   | Compétition femmes    | Finale                       | Ren Qian · Si Yajie · Meaghan Benfeito                                                                 | -          |
| 16 h 30 |                       | Water-polo Tournoi masculin                     | Compétition hommes    | Demi-finale                  | Monténégro 8-12 Croatie                                                                                |            |
| 17 h    |                       | Hockey sur gazon Tournoi masculin               | Compétition hommes    | Finale                       | Belgique 2-4 Argentine                                                                                 |            |
| 17 h    |                       | Taekwondo Poids légers (-57 kg)                 | Compétition femmes    | Demi-finales                 | - | -          |
| 17 h 15 |                       | Taekwondo Poids légers (-68 kg)                 | Compétition hommes    | Demi-finales                 | - | -          |
| 18 h 30 |                       | Pentathlon moderne Compétition masculine        | Compétition hommes    | Escrime Tour de classement   | - | -          |
| 18 h 35 |                       | Athlétisme Décathlon                            | Compétition hommes    | Lancer du javelot (groupe A) | - | -          |
| 19 h    |                       | Basket-ball Tournoi féminin                     | Compétition femmes    | Demi-finale                  | France 67-86 États-Unis                                                                                |            |
| 19 h 45 |                       | Athlétisme Décathlon                            | Compétition hommes    | Lancer du javelot (groupe B) | - | -          |
| 20 h    |                       | Taekwondo Poids légers (-57 kg)                 | Compétition femmes    | Repêchages                   | - | -          |
| 20 h 15 |                       | Taekwondo Poids légers (-68 kg)                 | Compétition hommes    | Repêchages                   | - | -          |
| 20 h 30 |                       | Athlétisme Lancer du poids                      | Compétition hommes    | Finale                       | Ryan Crouser · Joe Kovacs · Tomas Walsh                                                                |            |
| 20 h 30 |                       | Handball Tournoi féminin                        | Compétition femmes    | Demi-finale                  | Norvège 37-38 (a.p) Russie                                                                             |            |
| 20 h 45 |                       | Athlétisme 1 500 mètres                         | Compétition hommes    | Demi-finales                 | - | -          |
| 21 h    |                       | Taekwondo Poids légers (-57 kg)                 | Compétition femmes    | Petite finale                | Hedaya Wahba 1-0 GPT Raheleh Asemani                                                                   |            |
| 21 h 10 |                       | Athlétisme Lancer du javelot                    | Compétition femmes    | Finale                       | Sara Kolak · Sunette Viljoen · Barbora Špotáková                                                       |            |
| 21 h 15 |                       | Athlétisme 800 mètres                           | Compétition femmes    | Demi-finales                 | - | -          |
| 21 h 15 |                       | Taekwondo Poids légers (-68 kg)                 | Compétition hommes    | Petite finale                | Joel Gonzalez 4-3 PTF Edgar Contreras                                                                  |            |
| 21 h 30 |                       | Taekwondo Poids légers (-57 kg)                 | Compétition femmes    | Petite finale                | Kimia Alizadeh 5-1 PTF Nikita Glasnovic                                                                |            |
| 21 h 45 |                       | Athlétisme Décathlon                            | Compétition hommes    | 1 500 mètres                 | - | -          |
| 21 h 45 |                       | Athlétisme Décathlon                            | Compétition hommes    | Finale                       | Ashton Eaton · Kévin Mayer · Damian Warner                                                             |            |
| 21 h 45 |                       | Taekwondo Poids légers (-68 kg)                 | Compétition hommes    | Petite finale                | Dae-hoon Lee 11-8 PTF Jaouad Achab                                                                     |            |
| 22 h    |                       | Beach-volley Tournoi masculin                   | Compétition hommes    | Petite finale                | Viacheslav Krasilnikov et Konstantin Semenov 0-2 Alexander Brouwer et Robert Meeuwsen                  |            |
| 22 h    |                       | Beach-volley Tournoi masculin                   | Compétition hommes    | Finale                       | Paolo Nicolai et Daniele Lupo 0-2 Alison Cerutti et Bruno Oscar Schmidt                                |            |
| 22 h    |                       | Taekwondo Poids légers (-57 kg)                 | Compétition femmes    | Finale                       | Jade Jones 16-7 PTF Eva Calvo Gomez                                                                    |            |
| 22 h 15 |                       | Athlétisme 400 mètres haies                     | Compétition femmes    | Finale                       | Dalilah Muhammad · Sara Slott Petersen · Ashley Spencer                                                |            |
| 22 h 15 |                       | Taekwondo Poids légers (-68 kg)                 | Compétition hommes    | Finale                       | Alexey Denisenko 6-10 PTF Ahmad Abughaush                                                              |            |
| 22 h 15 |                       | Volley-ball Tournoi féminin                     | Compétition femmes    | Demi-finale                  | Chine 3-1 Pays-Bas                                                                                     |            |
| 22 h 30 |                       | Athlétisme 200 mètres                           | Compétition hommes    | Finale                       | Usain Bolt · Andre De Grasse · Christophe Lemaitre                                                     |            |

## Tableau des médailles provisoire
Après les finales du 18 août :
- Pays organisateur (Brésil)

| Rang  | Nation                           | Or  | Argent | Bronze | Total |
| ----- | -------------------------------- | --- | ------ | ------ | ----- |
| 1     | États-Unis                       | 35  | 33     | 32     | 100   |
| 2     | Grande-Bretagne                  | 22  | 21     | 13     | 56    |
| 3     | Chine                            | 20  | 16     | 22     | 58    |
| 4     | Allemagne                        | 13  | 8      | 11     | 32    |
| 5     | Russie                           | 12  | 15     | 17     | 44    |
| 6     | Japon                            | 12  | 6      | 18     | 36    |
| 7     | France                           | 8   | 12     | 14     | 34    |
| 8     | Italie                           | 8   | 10     | 6      | 24    |
| 9     | Pays-Bas                         | 8   | 4      | 4      | 16    |
| 10    | Australie                        | 7   | 10     | 10     | 27    |
| 11    | Corée du Sud                     | 7   | 3      | 8      | 18    |
| 12    | Hongrie                          | 7   | 3      | 4      | 14    |
| 13    | Brésil                           | 5   | 5      | 5      | 15    |
| 14    | Espagne                          | 5   | 2      | 3      | 10    |
| 15    | Croatie                          | 5   | 2      | 0      | 7     |
| 16    | Jamaïque                         | 5   | 0      | 2      | 7     |
| 17    | Nouvelle-Zélande                 | 4   | 8      | 3      | 15    |
| 18    | Kenya                            | 4   | 4      | 0      | 8     |
| 19    | Canada                           | 4   | 3      | 11     | 18    |
| 20    | Kazakhstan                       | 3   | 5      | 7      | 15    |
| 21    | Cuba                             | 3   | 2      | 4      | 9     |
| 22    | Argentine                        | 3   | 1      | 0      | 4     |
| 23    | Ukraine                          | 2   | 4      | 2      | 8     |
| 24    | Corée du Nord                    | 2   | 3      | 2      | 7     |
| 25    | Pologne                          | 2   | 2      | 4      | 8     |
| 26    | Belgique                         | 2   | 2      | 2      | 6     |
| 26    | Thaïlande                        | 2   | 2      | 2      | 6     |
| 28    | Colombie                         | 2   | 2      | 1      | 5     |
| 29    | Ouzbékistan                      | 2   | 1      | 5      | 8     |
| 30    | Grèce                            | 2   | 1      | 2      | 5     |
| 30    | Suisse                           | 2   | 1      | 2      | 5     |
| 32    | Iran                             | 2   | 0      | 3      | 5     |
| 33    | Danemark                         | 1   | 6      | 6      | 13    |
| 34    | Afrique du Sud                   | 1   | 6      | 2      | 9     |
| 35    | Suède                            | 1   | 4      | 3      | 8     |
| 36    | Biélorussie                      | 1   | 3      | 2      | 6     |
| 37    | Arménie                          | 1   | 3      | 0      | 4     |
| 38    | Serbie                           | 1   | 2      | 1      | 4     |
| 38    | Slovénie                         | 1   | 2      | 1      | 4     |
| 40    | Indonésie                        | 1   | 2      | 0      | 3     |
| 41    | République tchèque               | 1   | 1      | 6      | 8     |
| 42    | Géorgie                          | 1   | 1      | 3      | 5     |
| 42    | Éthiopie                         | 1   | 1      | 3      | 5     |
| 44    | Roumanie                         | 1   | 1      | 2      | 4     |
| 45    | Bahreïn                          | 1   | 1      | 0      | 2     |
| 45    | Slovaquie                        | 1   | 1      | 0      | 2     |
| 45    | Viêt Nam                         | 1   | 1      | 0      | 2     |
| 48    | Taipei chinois                   | 1   | 0      | 2      | 3     |
| 49    | Athlètes olympiques indépendants | 1   | 0      | 1      | 2     |
| 50    | Bahamas                          | 1   | 0      | 0      | 1     |
| 50    | Fidji                            | 1   | 0      | 0      | 1     |
| 50    | Jordanie                         | 1   | 0      | 0      | 1     |
| 50    | Kosovo                           | 1   | 0      | 0      | 1     |
| 50    | Porto Rico                       | 1   | 0      | 0      | 1     |
| 50    | Singapour                        | 1   | 0      | 0      | 1     |
| 56    | Azerbaïdjan                      | 0   | 4      | 6      | 10    |
| 57    | Turquie                          | 0   | 2      | 2      | 4     |
| 58    | Malaisie                         | 0   | 2      | 1      | 3     |
| 59    | Irlande                          | 0   | 2      | 0      | 2     |
| 60    | Lituanie                         | 0   | 1      | 3      | 4     |
| 61    | Mongolie                         | 0   | 1      | 1      | 2     |
| 62    | Algérie                          | 0   | 1      | 0      | 1     |
| 62    | Grenade                          | 0   | 1      | 0      | 1     |
| 62    | Philippines                      | 0   | 1      | 0      | 1     |
| 62    | Qatar                            | 0   | 1      | 0      | 1     |
| 62    | Venezuela                        | 0   | 1      | 0      | 1     |
| 67    | Norvège                          | 0   | 0      | 3      | 3     |
| 67    | Égypte                           | 0   | 0      | 3      | 3     |
| 69    | Israel                           | 0   | 0      | 2      | 2     |
| 69    | Tunisie                          | 0   | 0      | 2      | 2     |
| 71    | Autriche                         | 0   | 0      | 1      | 1     |
| 71    | Bulgarie                         | 0   | 0      | 1      | 1     |
| 71    | République dominicaine           | 0   | 0      | 1      | 1     |
| 71    | Estonie                          | 0   | 0      | 1      | 1     |
| 71    | Finlande                         | 0   | 0      | 1      | 1     |
| 71    | Inde                             | 0   | 0      | 1      | 1     |
| 71    | Kirghizistan                     | 0   | 0      | 1      | 1     |
| 71    | Maroc                            | 0   | 0      | 1      | 1     |
| 71    | Mexique                          | 0   | 0      | 1      | 1     |
| 71    | Moldavie                         | 0   | 0      | 1      | 1     |
| 71    | Portugal                         | 0   | 0      | 1      | 1     |
| 71    | Émirats arabes unis              | 0   | 0      | 1      | 1     |
| Total | Total                            | 243 | 243    | 286    | 772   |